# Penne alla vodka
Le penne alla vodka sono un primo piatto di pasta a base di penne, condite con una salsa a base di panna e pomodoro sfumata con la vodka. Alcune varianti possono includere cipolla, pancetta o altri ingredienti.
La ricetta divenne molto popolare in Italia intorno agli anni ottanta, quando veniva offerta anche ai clienti delle discoteche. La ricetta divenne così un'icona della cucina alla moda dell'epoca, che prediligeva l'uso della panna nei primi piatti. Successivamente hanno avuto una certa diffusione negli Stati Uniti, dove tutt'oggi sono un piatto tipico della cucina italoamericana.

## Origini
L'origine esatta della ricetta non è nota, per quanto l'uso della vodka in cucina sia piuttosto raro.
La prima ricetta di un piatto di pasta con la vodka risale al 1974, quando l'attore Ugo Tognazzi, amante della buona cucina e lui stesso chef amatoriale per i suoi amici, pubblicò il ricettario L'Abbuffone. In tale opera, scritta dopo l'uscita del film La grande abbuffata, è inclusa la ricetta della pasta all'infuriata, descritta come una variante della pasta all'arrabbiata, realizzata con mezzo chilo di penne, mezzo chilo di pomodori pelati freschi, un cicchetto di vodka, peperoncino, aglio, olio d'oliva e alloro. Al posto del peperoncino naturale, si sarebbe potuto utilizzare una nota vodka polacca aromatizzata al peperoncino, famosa per essere "formidabile, tremenda, fortissima, piccantissima, micidiale".
Ci sono diverse rivendicazioni sulla paternità della ricetta, la quale sarebbe stata perfezionata presso il ristorante Dante a Bologna, oppure dallo studente James Doty della Columbia University, oppure da uno chef romano su incarico di una azienda che voleva reclamizzare in Italia e promuovere la propria vodka negli anni ottanta. Il cuoco napoletano Luigi Franzese rivendicò di aver presentato nel menù del ristorante Orsini di New York delle "penne alla Russia" nel 1979 circa, tuttavia già nel 1967 il cuoco Armando Mei del ristorante Fontana di Trevi di Manhattan serviva un piatto con salsa di pomodoro fortificata con vodka; in ogni caso in alcune recensioni del 1981 è riportato che le penne alla vodka erano un piatto popolare a Long Island.
Negli anni ottanta andò di moda anche un'altra ricetta a base di penne e vodka, chiamata Penne alla moscovita, realizzata però con salmone affumicato, panna e caviale, oppure panna e gamberetti. Data la particolarità e novità della ricetta rispetto alla cucina italiana tradizionale, veniva diffusa nelle discoteche della riviera romagnola con il nome generico di "penne alla vodka". Filippo Ceccarelli nel suo libro Lo stomaco della Repubblica ricorda che Pietro Longo, storico esponente del PSDI e ministro negli anni ottanta, era un amante delle penne alla vodka.

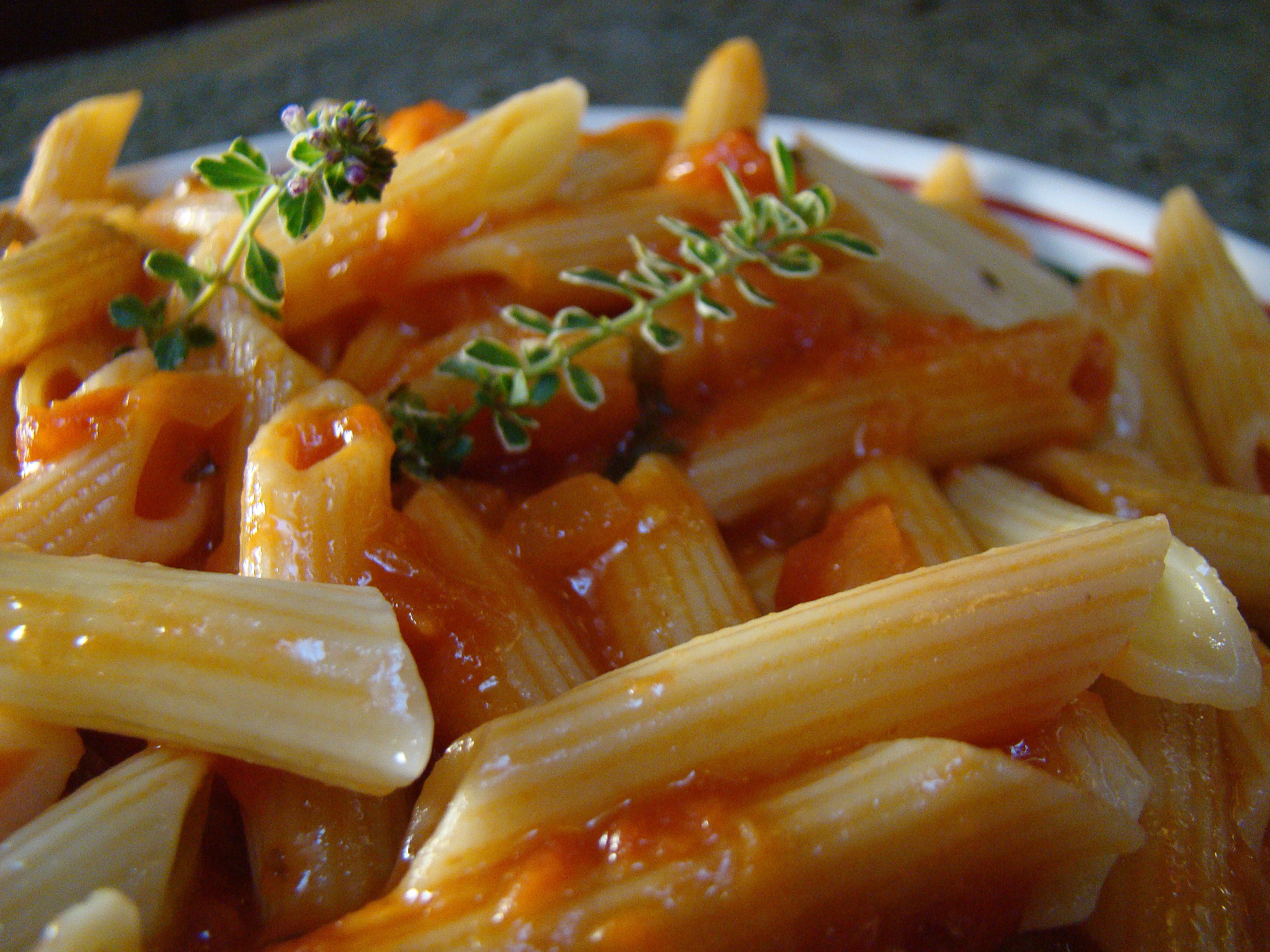
Penne alla vodka

Il 25 ottobre 2016 l'Associazione statunitense delle industrie del dolce e della pasta italiane riscoprì questa ricetta degli anni ottanta, riproponendola in occasione della 18ª edizione della giornata mondiale della pasta organizzata a Mosca. L'iniziativa ebbe molto successo, tanto che una ricerca negli USA ha evidenziato che le penne alla vodka sono diventate il secondo piatto di pasta più cercato nei motori di ricerca, dietro solo alla pasta alla bolognese.

## Caratteristiche
Oltre alle penne, il piatto è caratterizzato da una salsa a base di panna e pomodori, combinazione di ingredienti piuttosto inusuale nella cucina italiana poiché l'acidità del pomodoro tende a separare l'olio dalla panna.
L'aggiunta della vodka serve quindi come emulsionante, consentendo così all'acqua e ai lipidi di rimanere mischiati insieme e stabili; si ritiene inoltre che la vodka favorisca il rilascio di determinati aromi del pomodoro, altrimenti non apprezzabili.

## Film sulle penna alla vodka
- Disco Sauce: The True Story of Penne Alla Vodka, regia di Roberto Serrini, documentario, USA 2022[senza fonte]